# Buzz Schneider
William Conrad "Buzz" Schneider, född 14 september 1954 i Grand Rapids i Minnesota, är en amerikansk före detta ishockeyspelare.
Schneider blev olympisk guldmedaljör i ishockey vid vinterspelen 1980 i Lake Placid.